# 日本鋼構造協会
一般社団法人日本鋼構造協会（いっぱんしゃだんほうじんにほんこうこうぞうきょうかい）は、元国土交通省所管の社団法人。略称はJSSC。1965年設立。

## 概要
- 所在：東京都中央区日本橋3-15-8
- 設立：1965年3月17日（設立）、1990年12月28日（社団法人）
- 会長：緑川光正（北海道大学 名誉教授）
- 前会長：藤野陽三（城西大学学長、横浜国立大学名誉教授、東京大学名誉教授）
- 前々会長：髙梨晃一（東京大学名誉教授）

## 沿革
- 1999年11月　IABSE日本グループ事務局業務を（公社）土木学会（略称JSCC）から移管受け
- 2002年12月　事務所を東京都千代田区丸の内から東京都新宿区四谷に移転
- 2010年4月　（社）ステンレス構造建築協会と合併
- 2016年12月　事務所を東京都新宿区四谷から東京都中央区日本橋に移転

## 団体指定
平成20年1月24日付けで、日本学術会議の協力学術研究団体として指定を受けた。

## 活動範囲
鋼構造を中心とした技術課題の調査研究や規格・規準の作成のほか、わが国鋼構造界を代表する組織としての国際活動、鋼構造シンポジウム、鋼構造論文集などによる「鋼構造学会」的な活動、建築鉄骨品質確保策の一環としての建築鉄骨品質管理機構の活動、更には土木鋼構造物の点検技術を含む維持管理全般に係る技術者の養成活動など。

## 国際交流
鋼構造関連の国際交流の窓口として、IABSE、PSSCなどの通して積極的な活動を展開している。
またISO / TC-167等の国際規格化対応、英文誌の定期発行等により海外への情報発信を強化している。
直接加入している海外諸機関・団体
- 国際標準化機構（ISO）
- 太平洋鋼構造協議会（PCSSA）
- 欧州鋼構造協会連合協議会（ECCS）
- 国際構造工学会（IABSE）

主催・協賛する国際会議
- 太平洋鋼構造会議（PSSC）
- 海外関連学協会との交流

## 資格認定
- 土木鋼構造診断士・土木鋼構造診断士補
- 建築鉄骨技術者
- 建築高力ボルト接合管理技術者
- 鉄骨工事管理責任者
- ステンレス建築構造物製作管理技術者
- ステンレス鋼高力ボルト接合施工技術者
- ステンレス建築構造物溶接技能者
- ステンレス建築構造物製作工場
- ステンレス建築構造物中間部材製作工場
- ステンレス鋼高力ボルト製作工場
- 構造用ステンレス鋼ボルト製作工場

なお、「土木鋼構造診断士・土木鋼構造診断士補」については、次の点検要領・ガイドライン等に盛り込まれている。
- 国土交通省

「建設コンサルタント業務等におけるプロポーザル方式及び総合評価落札方式の運用ガイドライン」2011年6月～
- 関東地方整備局

「入札説明書」2011年6月～
- 東京都・さいたま市など多くの地方公共団体

- 東京都

一般橋定期健全度調査委託に適用する「特記仕様書」
- 東京都建設局

「橋梁の点検要領」2007年4月～
- さいたま市総合評価方式活用ガイドライン 2011年4月～

- 公益社団法人日本道路協会

「道路橋補修・補強事例集（2012年度版）」